# 加定镇
加定镇，是中华人民共和国青海省海东市互助土族自治县下辖的一个乡镇级行政单位。

## 行政区划
加定镇下辖以下地区：
加定社区、桥头村、加塘村、浪士浪村、下河村、扎隆沟村和扎隆口村。